# 登月舱

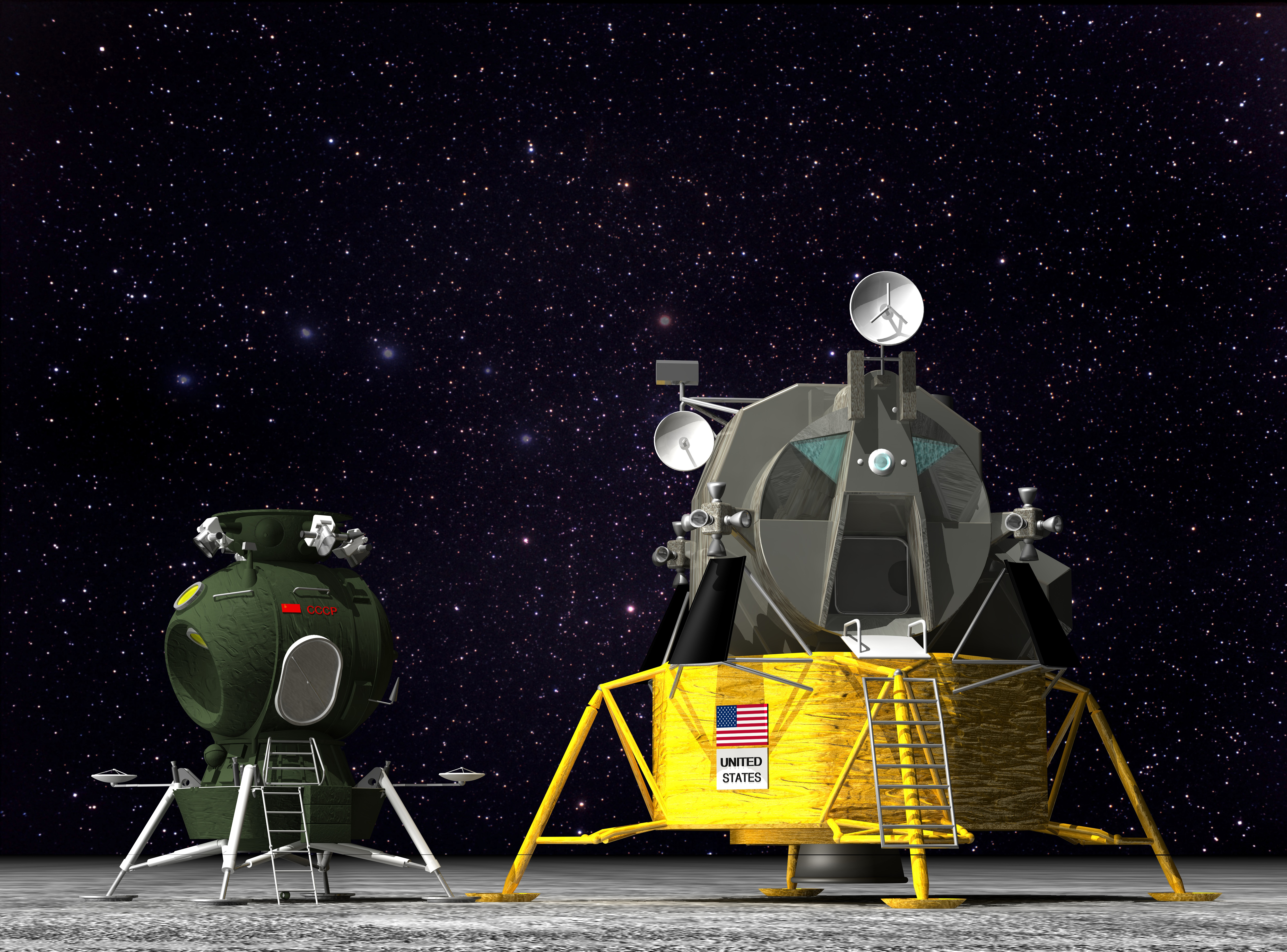
LK登月舱（左）与阿波罗登月舱（右）的对比

登月舱是載人飛船和载人月球著陸器用于在繞月軌道和月球表面之間運輸太空人的艙段。

## 型号
- 阿波罗登月舱：阿波羅計畫中的阿波羅飛船一部分，在1969-1972年間送了12人登月。
- LK登月舱：原蘇聯載人登月計畫（英语：Soviet crewed lunar programs）的一部分，計劃與聯盟7K-LOK型一同發射，多個LK登月艙曾在近地軌道測試無人飛行，但從未進行登月。
- 牵牛星号：原星座計畫的一部分。
- 藍月著陸器Mk2：阿提米絲計畫的人類登陸系統（英语：Human Landing System）（HLS）之一。
- 揽月着陆器登月舱：中國載人月球探測工程中的月球著陸器的一部分。